# The Young Ones (televisieserie)
The Young Ones is een Britse sitcom over vier mannelijke studenten die in één huis wonen. De serie is opgenomen tussen 1982 en 1984 voor de BBC. Het programma combineerde satire, absurde humor, anarchie, sketches en muzikale optredens. De serie viel op door de, zeker in die tijd, gewelddadige humor: de huisgenoten sloegen elkaar regelmatig met spullen binnen handbereik.
Opvallend aan de serie waren de vaak surrealistische intermezzo's. Af en toe doken er andere acteurs of sprekende dieren of objecten op die niets met de rest van de plot te maken hadden. In het midden van elke aflevering trad ook een band op, opnieuw zonder directe aanleiding. De reden hiervoor was dat de serie hierdoor als licht amusement werd gekwalificeerd, waardoor er meer geld beschikbaar was. In enkele gevallen ging het om bekende bands zoals Madness en Motörhead, terwijl andere bands alweer vergeten zijn.
De titelsong van de serie was een nieuwe versie van het gelijknamige nummer van Cliff Richard. The Young Ones behaalden in 1986 een nummer 1-hit in onder meer Groot-Brittannië en Nederland met het nummer Living Doll, samen met Cliff Richard. In 1984 had Nigel Planer als Neil een hit met Hole in My Shoe, een coverversie van een nummer van Traffic.
Oorspronkelijk duurde een aflevering 35 minuten. Bij het opnieuw uitzenden en bij het maken van een dvd van de serie werden de afleveringen ingekort. Ook werd voor de dvd een muzikale bijdrage verwijderd vanwege problemen met het auteursrecht.
In Nederland werd de serie in 1985 door de VPRO uitgezonden.

## Rolverdeling
- Neil Pye - Nigel Planer

De hippie. Wordt als een echte voetveeg gebruikt. Is erg emotioneel en een tikkeltje suïcidaal. Is ook erg simpel denkend. Maakt vrijwel alleen maar gerechten klaar waar linzen in zitten. Van de vier hoofdpersonen is Neil de laagste in de onderlinge hiërarchie.
- Rick - Rik Mayall

De echte zeikerd van het viertal en would be anarchist. Klaagt over alles en iedereen en niemand vindt hem aardig. Heeft vooral de pik op Vyvyan en Neil. Is nummer drie in de hiërarchie.
- Mike Thecoolperson - Christopher Ryan

De gladde jongen. Regelneef en stereotiepe macho die iedere vrouw probeert te versieren, mensen omkoopt of mensen oplicht. Ondanks zijn geringe lengte is Mike de leider van de groep, de hoogste in de hiërarchie dus.
- Vyvyan Basterd - Adrian Edmondson

De punker van de groep. Een regelrechte ramp en erg vernielzuchtig en gewelddadig bovendien. Krijgt de meest bizarre ongelukken. Is nummer twee in de hiërarchie. Zijn moeder is barkeepster, en ex-winkeldief.
- Alexei Sayle speelde verschillende rollen in de serie, onder andere die van huisbaas Jerzy Balowsky.

Hij speelde diverse keren een neef of ander familielid van Jerzy, zoals een leadzanger en een ontsnapte crimineel.

## Wortels
The Young Ones komt voort uit het clubje komieken dat onder de naam the Comic Strip in de gelijknamige Londense comedyclub optrad. Rik Mayall en zijn toenmalige vriendin Lise Mayer legden de basis voor de serie. BBC-producent Paul Jackson voegde Ben Elton aan het schrijversteam toe.
De personages in The Young Ones werden door de betreffende acteurs al eerder in podium-acts gebruikt. Alleen Mike werd speciaal voor de serie in het leven geroepen. Aanvankelijk zou Comic Stripkomiek Peter Richardson deze rol spelen, maar hij bleek ruzie te hebben met Paul Jackson, dus werd op het laatste moment de weinig komische acteur Christopher Ryan ingezet.

## Afleveringen

### Seizoen 1
| Nr. | Titel       | Regisseur    | Uitzenddatum     |  |
| --- | ----------- | ------------ | ---------------- |  |
| 1 | Demolition  | Paul Jackson | 9 november 1982  |  |
| Mike, Neil, Vyvyan en Rick krijgen een brief waarin staat dat hun huis gesloopt gaat worden. Mike probeert de vrouwelijke ambtenaar te verleiden terwijl Rick demonstreert. Vyvyan probeert het slopen van het huis te stoppen door zelf het huis te vernielen en zo de slopers voor te zijn. Neil probeert zelfmoord te plegen en probeert zichzelf uiteindelijk mee te laten slopen. |             |              |                  |  |
| 2 | Oil         | Paul Jackson | 16 november 1982 |  |
| Wanneer de jongens in hun nieuwe huis intrekken, ontdekt Vyvyan olie in de kelder. Mike dwingt Neil en Rick de olie te ontginnen, maar Rick komt in opstand en houdt een benefietconcert voor Neil en zichzelf in de woonkamer. |             |              |                  |  |
| 3 | Boring      | Geoff Posner | 23 november 1982 |  |
| Mike, Neil, Vyvyan en Rick vervelen zich en besluiten op café te gaan. Ondanks hun verveling gebeuren om hen heen de wonderlijkste dingen zonder dat zij het zelf doorhebben. |             |              |                  |  |
| 4 | Bomb        | Geoff Posner | 30 november 1982 |  |
| Een onontplofte atoombom valt in de keuken. Rick probeert hiermee Thatcher af te persen en Mike wil de bom verkopen, terwijl Vyvyan de bom probeert te doen ontploffen en Neil een schuilkelder bouwt. De jongens krijgen ook bezoek van een kijk- en luistergeld-inspecteur. |             |              |                  |  |
| 5 | Interesting | Paul Jackson | 7 december 1982  |  |
| De jongens organiseren een feestje in hun huis dat helemaal uit de hand loopt. |             |              |                  |  |
| 6 | Flood       | Paul Jackson | 14 december 1982 |  |
| Londen is overstroomd door de hevige regen en Vyvyan, Rick, Neil en Mike kunnen niet uit hun huis. De jongens proberen Neil op te eten maar worden afgeleid wanneer ze realiseren dat ze opgesloten in het huis zitten met hun huisbaas Balowski, die door een drankje van Vyvyan in een maniakale moordenaar is veranderd.                                                            |             |              |                  |  |

### Seizoen 2
| Nr. | Titel          | Regisseur            | Uitzenddatum |  |
| --- | -------------- | -------------------- | ------------ |  |
| 7 | Bambi          | Paul Jackson         | 8 mei 1984   |  |
| Vyvyan, Rick, Neil en Mike gaan naar de wasserette. Ze ontdekken ook dat ze geselecteerd zijn om deel te nemen in "University Challenge".                                                |                |                      |              |  |
| 8 | Cash           | Paul Jackson         | 15 mei 1984  |  |
| Vyvyan denkt dat hij zwanger is. De jongens zijn blut en dwingen Neil om bij de politie te gaan om zo geld te verdienen.                                                                 |                |                      |              |  |
| 9 | Nasty          | Paul Jackson         | 29 mei 1984  |  |
| Mike en Vyvyan proberen de videospeler te laten werken om video nasty te kunnen bekijken, maar de jongens worden geterroriseerd door een vampier.                                        |                |                      |              |  |
| 10 | Time           | Paul Jackson         | 5 juni 1984  |  |
| Rick wordt wakker naast een meisje, en het huis maakt een reis door de tijd. |                |                      |              |  |
| 11 | Sick           | Paul Jackson         | 12 juni 1984 |  |
| De jongens zijn ziek en worden gegijzeld door een gewelddadige crimineel. Bovendien komen Neil zijn ouders op bezoek. Zij geven meer de voorkeur aan een brave sitcom als The good life. |                |                      |              |  |
| 12 | Summer Holiday | Ed Bye, Paul Jackson | 19 juni 1984 |  |
| De zomer is aangebroken en de jongens worden uit hun huis gezet door meneer Balowski na gezakt te zijn voor al hun tentamens. Uiteindelijk besluiten ze een bank te gaan beroven.        |                |                      |              |  |

## Andere projecten
Buiten The Young Ones werkten de diverse medewerkers ook voor andere projecten samen.
Rik Mayall en Adrian Edmondson vormden al vanaf het begin van de jaren tachtig het duo The Dangerous Brothers. Onder die naam traden ze onder andere in het Britse televisieprogramma Saturday Live op.
Ongeveer gelijktijdig met The Young Ones speelden Mayall, Edmondson en Planer ook in een comedyreeks die Peter Richardson bij de zender Channel 4 van de grond kreeg: The Comic Strip presents... Voor die serie riep het viertal in 1983 nep-(metal)rockband Bad News in het leven. In 1987 gaf Bad News een tournee in Engeland en werd onder leiding van Brian May een album opgenomen. In datzelfde jaar speelden Mayall, Edmondson en Planer in de serie Filthy Rich & Catflap, net als The Young Ones geschreven door onder anderen Ben Elton. Na zes afleveringen werd de serie gestaakt.
Vanaf 1991 maakten Mayall en Edmondson de serie Bottom, waarin ook Christopher Ryan een aantal malen meespeelde. Van Bottom verschenen drie series van ieder zes afleveringen. Onder de naam Bottom Live maakte het duo bovendien tussen 1993 en 2003 vijf theatershows. Ook werd een op Bottom geïnspireerde speelfilm uitgebracht: Guest House Paradiso (1999).

## NPO Radio 2 Top 2000
| Nummer met noteringen in de NPO Radio 2 Top 2000 | '99 | '00 | '01 | '02 | '03  | '04 | '05 | '06  | '07  | '08 | '09 | '10 | '11  | '12  | '13  | '14  | '15  | '16  | '17  | '18  | '19  |
| ------------------------------------------------ | --- | --- | --- | --- | ---- | --- | --- | ---- | ---- | --- | --- | --- | ---- | ---- | ---- | ---- | ---- | ---- | ---- | ---- | ---- |
| Living Doll (met Cliff Richard)                  | 134 | 371 | 374 | 450 | 1008 | 696 | 967 | 1081 | 1103 | 887 | 916 | 973 | 1049 | 1574 | 1160 | 1314 | 1433 | 1490 | 1661 | 1766 | 1821 |

1. ↑  Een vetgedrukt getal geeft de hoogste notering aan.
2. ↑  Deze tabel is bijgewerkt tot en met de laatste editie (2024).